# My Arietis
My Arietis (μ Ari, μ Arietis) är Bayerbeteckning för ett stjärnsystem i mitten av stjärnbilden Väduren. Konstellationen har en gemensam skenbar magnitud på 5,74 och är, enligt Bortle Dark-Sky Scale, svagt synlig för blotta ögat på mörka platser utan ljusföroreningar. Den befinner sig på ett beräknat avstånd av ungefär 340 ljusår (100 parsek) från solen med en felmarginal på ±30 ljusår.

## Egenskaper
Kärnan i konstellationen My Arietis är en dubbelstjärna, som består av en stjärna i huvudserien av typ A med skenbar magnitud på 6,38 och spektralklass A0 Vp, samt en huvudföljeslagare av typ F med skenbar magnitud 8,38 och med spektralklass F2 V. Dessa två komponenter har en vinkelseparation på 0,04 bågsekunder. En tredje komponent, bestående av en stjärna av skenbar magnitud 6,72 med spektralklass A1 V, kretsar in i det inre parets banor med en period av 8,845 år och en excentricitet på 0,34. En mindre fjärde komponent, med en vinkelseparation på 19,1 bågsekunder, har en skenbar magnitud på 12,2.